# Literatura do Japão
A literatura japonesa cobre um período de quase dois milénios. As primeiras obras são fortemente influenciadas pelo contacto cultural com a China e a literatura chinesa, uma influência que permanece até ao período Edo. Com o reabrir dos portos ao comércio e aos contactos diplomáticos com o Ocidente, no século XIX, a literatura ocidental também veio influenciar o estilo dos escritores japoneses.

## História
A literatura japonesa é usualmente dividida em três períodos: Antigo, Medieval e Moderno.

### Período antigo (até 894)
Com a importação dos kanji da China, criou-se o primeiro sistema de escrita japonês (antes da introdução do caracteres chineses não existia escrita formal).
Os caracteres chineses foram depois adaptados para escrever japonês, criando aquela que é considerada a primeira forma de kana, ou escrita silábica, o man'yōgana. As primeiras obras foram criadas no Período Nara, entre elas incluem-se o Kojiki (712, um trabalho registando a mitologia japonesa e lendas da antiguidade), o Nihon shoki (720, uma crónica com mais profundidade histórica) e o Man'yōshū (759, uma antologia poética).
Ainda que não existisse literatura escrita, foram compostas um número considerável de baladas, orações rituais, mitos e lendas que, posteriormente, foram reunidas por escrito e incluem-se na Kojiki (Relação de questões antigas, 712) e o Nihon shoki (Livro de História do Japão antigo, 720), primeiras histórias do Japão que explicam a origem do povo, a formação do Estado e a essência da política nacional. A lírica surgida das primitivas baladas incluídas nestas obras estão compiladas na primeira grande antologia japonesa, a Man'yōshū (Antología de inumeráveis folhas), realizada por Otomo no Yakamochi depois de 759 e cujo poeta mais importante é Kakimoto Hitomaro.

### Período clássico (894 a 1194, o período Heian)
Normalmente considera-se como período clássico da literatura japonesa o período Heian, referida também como uma época áurea da arte e literatura. A "Lenda de Genji" (Genji Monogatari) que data do início do século XI e foi composto por Murasaki Shikibu, é considerada a mais proeminente obra de ficção deste período e também como uma das primeiras composições literárias em forma de novela.
Outros trabalhos importantes deste período incluem o Kokin Wakashu (905), uma antologia de poesia waka e "O Livro de Travesseiro" Makura no Sōshi (990s), sendo o segundo escrito por Sei Shonagon, contemporânea e rival de Murasaki Shikibu.
Durante este período, a corte imperial apoiava os poetas, a maior parte dos quais eram cortesãos ou damas de companhia, havendo uma constante edição de antologias de poesia. Como reflexo da atmosfera aristocrática, a poesia produzida era elegante e sofisticada, exprimindo emoções de forma retórica.
A Kokin-siu (Antologia de poesia antiga e moderna, 905) foi reunida pelo poeta Ki Tsurayuki que, no prefácio, proporcionou a base para a poética japonesa. Ki Tsurayuki é também conhecido como autor de um nikki, primeiro exemplo de um importante gênero literário japonês: o diário.
Escrito pela japonesa Murasaki Shikibu no século XI, o Genji Monogatari é considerada a obra capital da literatura japonesa e o primeiro romance propriamente dito da história. Nesta cena do capítulo Asagao, o príncipe Genji acaba de regressar de uma frustrante visita ao palácio de sua amante, a princesa da Glória Matutina. Enquanto conversa sobre suas outras amantes com sua esposa favorita, Murasaki, contempla como suas criadas jogam na neve. O romance está repleto de ricos retratos da refinada cultura do Japão do período heian, que se mesclam com agudas visões da fugacidade do mundo.
A literatura do começo do século X aparece em forma de contos de fadas, como O conto do cortador de bambú, ou de poemas-contos, entre eles, Ise monogatari (Contos de Ise, c. 980). As principais obras da literatura de Heian são Genji monogatari (Contos ou História de Genji, c. 1010) de Murasaki Shikibu, primeiro importante romance da literatura mundial, e Makura-no-soshi (O livro travesseiro) de Sei Shonagon.

### Período medieval (1195 a 1600)
A literatura medieval japonesa é marcada por uma forte influência do budismo Zen, sendo as personagens padres, viajantes ou poetas ascéticos. Durante este período ocorreram diversas guerras civis no Japão que levaram à formação de uma classe de guerreiros, e subsequentemente à redacção de contos e histórias tendo como temática a guerra.
Os trabalhos deste período são notados pela suas considerações acerca da vida e da morte, estilos simples de vida e redenção através da morte. Um trabalho representativo é Heike Monogatari (1371), uma descrição da luta épica entre os clãs Minamoto e Taira pelo controlo do Japão no final do século XII, outros trabalhos importantes deste período são Hojoki (1212) de Kamo no Chōmei e Tsurezuregusa (1331) de Yoshida Kenko.
Outros géneros notáveis deste período são o renga, ou verso ligado, e o teatro Nô. Ambos com forte desenvolvimento a meio do século XIV, o início do período Muromachi.
A primeira de várias antologias imperiais de poesia foi a Shin kokin-siu (Nova coleção de poemas antigos e modernos, 1205) resumida por Fujiwara no Teika. A obra em prosa mais famosa do período, os Heike monogatari (Contos do clã Taira, c. 1220), foi escrita por um autor anônimo. Destacam-se A cabana de três metros quadrados (1212) do monge Abutsu, e Ensaio em ócio (1340) de Kenko Yoshida. O tipo de narrativa mais importante desta época foram os "otogizoshi", coleção de relatos de autores desconhecidos.
O desenvolvimento poético fundamental do período posterior ao século XIV foi a criação do renga, versos unidos escritos em estrofes repetidos por três ou mais poetas. Os maiores mestres desta arte, Sogi, Shohaku e Socho, escreveram, juntos, o famoso Minase sangin (Três poetas em Minase) em 1488.

### Período pré-moderno (1600 a 1868)
A literatura durante este período (Período Edo ou Tokugawa) desenvolveu-se no ambiente de paz que se verificou na maior parte desta época.
Devido em grande parte ao crescimento das classes trabalhadora e média na nova capital Edo (actualmente Tóquio), apareceram e desenvolveram-se formas de drama popular que posteriormente evoluiram para kabuki. O dramaturgo de joruri e kabuki Chikamatsu Monzaemon tornou-se popular no final do século XVII. Matsuo Basho escreveu Oku no Hosomichi (奥の細道, 1702), o seu diário de viagem. Hokusai, um dos mais famosos artistas de ukiyo-e, ilustrou trabalhos de ficção além das suas famosas 36 vistas do monte Fuji.
Neste período de paz e riqueza surgiu uma prosa obscena e mundana de um caráter radicalmente diferente ao da literatura do período precedente. A figura mais importante do período foi Ihara Saikaku, cuja prosa em O homem que passou a vida fazendo amor (1682) foi muito imitada. No século XIX foi famoso Jippensha Ikku (c. 1765–1831), autor da obra picaresca Hizakurige (1802–1822).
O haicai, um verso de 17 sílabas que reflete a influência do zen, foi aperfeiçoado neste período. Três poetas destacam-se por seus haikais: o monge mendicante zen Basho, considerado o maior dos poetas japoneses por sua sensibilidade e profundidade; Yosa Buson, cujos haikus expressão sua experiência como pintor, e Kobayashi Issa. A poesia cômica, numa diversidade de formas, influenciou também este período.

### Períodos Meiji, Taishō e Shōwa (1868 a 2000)
O período Meiji marcou a reabertura do Japão ao Ocidente, terminando mais de dois séculos de seclusão nacional, marcando, também, o início de um período de rápida industrialização. A introdução da literatura europeia trouxe o verso livre ao repertório poético. Ele foi usado extensamente para obras mais longas incorporando novos temas intelectuais. Escritores de prosa e dramaturgos japoneses jovens encontraram-se em um cenário repleto de novas ideias e escolas artísticas, com romancistas sendo alguns dos primeiros a assimilar estes conceitos com sucesso em suas escritas.
O romance humorístico Wagahai wa neko de aru de Natsume Sōseki (Eu Sou um Gato, 1905) empregou um gato como narrador e ele também escreveu os famosos romances Botchan (1906) e Kokoro (1914). Natsume,  Mori Ōgai e Shiga Naoya, que foi chamado "deus do romance" sendo o mais proeminente escritor de shishōsetsu, foram cruciais na adoção e adaptação de convenções e técnicas literárias ocidentais. Ryūnosuke Akutagawa é conhecido especialmente por seus contos históricos. Ozaki Kōyō, Kyōka Izumi e Ichiyo Higuchi representam uma vertente de escritores cujo estilo remete à literatura japonesa do início da era moderna.
No século XIX destacam-se os romances de Kanagaki Robunis, Tokai Sanshi, Tsubuochi Shoyo e Futabei Shimei. Ozaki Koyo, fundador da Kenyusha (Sociedade dos amigos do nanquim), incorporou técnicas ocidentais e influenciou-se em Higuchi Ichiyo.
No século XX surge o naturalismo, cuja figura principal é Shimazaki Toson. Mori Ogai e Natsume Soseki se mantiveram afastados da tradição francesa dominante. Destacam-se também o autor de relatos Akutagawa Ryunosuke, Yasunari Kawabata (Prêmio Nobel em 1968), Junichiro Tanizaki, Yukio Mishima, Abe Kobo e Kenzaburō Ōe (Prêmio Nobel em 1994). O neo-romantismo foi resultado do anti-naturalismo e foi liderado por Kafū Nagai, Jun'ichirō Tanizaki, Kōtarō Takamura, Hakushū Kitahara entre outros no começo da década de 1910. Saneatsu Mushanokōji, Naoya Shiga e outros fundaram a revista Shirakaba em 1910. Compartilhavam uma característica em comum, o humanismo. o estilo de Shiga era autobiográfico e retratava seus estados mentais e, às vezes, era classificado como um shishōsetsu nesse caso. Ryūnosuke Akutagawa, que era exaltado por Soseki, escreveu contos incluindo Rashōmon (1915) com uma atitude intelectual e analítica e representou o neo-realismo na metade da década de 1910.
Do final do século XIX aos nossos dias existe um forte movimento a favor da poesia ao estilo ocidental. Dentro deste gênero, surgiram excelentes poetas. Entre eles, Masaoka Shiki.
BIBL.: NAKAMURA MITSUO— Novela japonesa contemporanea : 1926-1968 (tr.: Anselmo Matain). Tokyo, 1970.
M. YOURCENAR—Mishima ou a visao do vacio. Lisboa, 1987.
SUSAN NAPIER—The Fantastic in Modern Japanese Literature. London, 1996.

## Autores e obras marcantes
Abaixo nomeiam-se alguns autores e obras famosas, por ordem cronológica.

### Período clássico
- Sei Shonagon (c.~966–c.10??): Makura no sôshi (枕草子)
- Murasaki Shikibu (c.973–c.1025): Genji Monogatari (源氏物語)

### Período medieval
- Heike Monogatari (平家物語, 1371)

### Literatura pré-moderna
- Saikaku Ihara (1642–1693)
- Matsuô Bashô (1644–1694)
- Chikamatsu Monzaemon (1653–1725)
- Ueda Akinari (1734–1809)
- Kyoden Santo (1761–1816)
- Ikku Jippensha (1765–1831)
- Bakin Kyokutei (1767–1848)

### Literatura moderna e contemporanea.
- Ogai Mori (1862–1922)
- Koyo Ozaki (1867–1903)
- Natsume Soseki (1867–1916)
- Kyoka Izumi (1873–1939)
- Naoya Shiga (1883–1971)
- Takuboku Ishikawa (1885–1912)
- Junichiro Tanizaki (1886–1965)
- Ryunosuke Akutagawa (1892–1927)
- Eiji Yoshikawa (1892–1962)
- Mitsuharu Kaneko (1895–1975)
- Kenji Miyazawa (1896–1933)
- Denji Kuroshima (1898–1943)
- Shigeji Tsuboi (1898–1975)
- Jun Ishikawa (1899–1987)
- Yasunari Kawabata (1899–1972)
- Yuriko Miyamoto (1899–1951)
- Sakae Tsuboi (1900–1967)
- Hideo Oguma (1901–1940)
- Hideo kobayashi (1901-1983)
- Takiji Kobayashi (1903–1933)
- Tatsuzo Ishikawa (1905-1985)
- Osamu Dazai (1909–1948)
- Shusaku Endo (1923–1996)
- Abe Kobo (1924–1993)
- Yukio Mishima (1925–1970)
- Hisashi Inoue (1933–2010)
- Kenzaburo Oe (1935– )
- Kenji Nakagami (1946–1992)
- Haruki Murakami (1949– )
- Ryu Murakami (1952– )

## Formas literárias
As diferentes formas literárias existentes são:
- Narrativa, romance e epopeia, monogatari, shishosetsu e zuihitsu
- Comédia ou setsuwa
- Memórias ou nikki
- Poesia, waka, tanka e haiku
- Romance moderno ou shosetsu

## Prémios
Alguns dos galardões literários atribuídos no Japão:
- Prémio Akutagawa
- Prémio Osamu Dazai
- Prémio Sei Ito
- Prémio Yasunari Kawabata
- Prémio Yukio Mishima
- Prémio Naoki
- Prémio Noma
- Prémio Sakunosuke Oda
- Prémio Subaru
- Prémio Tanizaki
- Prémio Women's Literature
- Prémio Yokomitsu
- Prémio Yomiuri